# Eyehategod
Eyehategod (відомі також як EHG) — американський сладж-метал гурт із Нового Орлеану, заснований 1988 року. Гурт відіграв одну із провідних ролей у формуванні жанру сладж-метал. Учасники колективу брали активну участь у складі інших гуртів Нового Орлеану та в чисельних сайд-проектах сладж-, саузерн-, дум- та хардкор- спрямування.
На музику гурту значний вплив справила творчість Black Sabbath, Melvins, The Obsessed, Saint Vitus, Black Flag. Звучання гурту поєднує важкі блюзові рифи з хардкором та «хворим» вокалом, переважно у повільному темпі, однак з численними середньотемповими та швидкісними вставками. «Фірмовою» особливістю саунду гурту також став «свист» гітарних «фідбеків». Лірика здебільшого присвячена темам наркоманії, криміналу, стражданням та мізантропії.
Назва гурту співзвучна з виразом «I hate God» — «Я ненавиджу Бога».

## Історія
20 квітня (4/20) 1988 року гітарист Джиммі Бауер та барабанщик Джої ЛаКейз створили гурт, куди покликали вокаліста Марка Вільямса, гітариста Браяна Петтона та басиста Стіва Дейла. За словами учасників гурту, вони «хотіли грати щось типу Black Sabbath, але щоб воно звучало, як панк». Записавши демо «In The Name Of Suffering», вони відправили його різним лейблам, та в підсумку, підписались на невеликий французький лейбл «French label Intellectual Convulsion», який випустив перший альбом Eyehategod «In The Name Of Suffering» 1990-го року, але через деякий час перевидали його уже на лейблі Century Media.
1993-го банда відправилась на запис альбому «Take As Needed For Pain». Звучання альбому продемонструвало значно більш потужний і виразний звук та сформований стиль, який цього разу мав значний вплив блюзу. Після випуску альбому Eyehategod брали участь у турах з Buzzoven, White Zombie, Corrosion Of Conformity. Після цього учасники гурту тимчасово відволіклись на інші справи. Марк Вільямс працював для журналу Metal Maniacs, Джиммі Бауер грав у гуртах Crowbar та Down, Браян Петтон — у Soilent Green.
У 1996-му році гурт розпочав запис наступного альбому «Dopesick». Запис альбому в цілому склався досить хаотично, учасники гурту поводили себе не кращим чином і власник студії навіть погрожував виставити гурт геть зі студії за погану поведінку. В ході одного із таких інцидентів Марк Вільямс розбив об підлогу пляшку, а також порізав руку та залив кров'ю підлогу студії. Записаний на аудіо звук під час цього епізоду потрапив на альбом вступом до першого треку «My Name is God (I Hate You)». Після випуску альбому гурт відправився у турне з Pantera та White Zombie, таким чином, представивши свою музику для набагато ширшої аудиторії, ніж раніше, популяризуючи при цьому сладж і закріпивши таким чином за собою статус лідерів жанру.
Після цього учасники команди зробили перерву у зв'язку з внутрішніми суперечками та знову зайнялись роботою з іншими проєктами, що тривало до 2000-го року, коли гурт знову зібрався і взявся до роботи над новим альбомом «Confederacy of Ruined Lives». Після запису поїхали в перше для себе світове турне, з концертами в Європі та Японії.

## Дискографія
Повноформатні альбоми:
- In The Name Of Suffering (1992)
- Take As Needed For Pain (1993)
- Dopesick (1996)
- Confederacy Of Ruined Lives (2000)
- Eyehategod (2014)
- A History of Nomadic Behavior (2021)

Міні-альбоми:
- Raptured Heart Theory (1994)
- 99 Miles Of Bad Road (2004)